# Хомутов, Андрей Валентинович

Автограф

Андрей Валентинович Хомуто́в (род. 21 апреля 1961, Ярославль) — советский и российский хоккеист. Заслуженный мастер спорта СССР (1982). Тренер.

## Биография
Начинал заниматься хоккеем в Ярославле. Переехав в Горький, стал воспитанником горьковской школы-интерната спортивного профиля, тренировался у Владимира Петровича Садовникова. После призыва в ряды Вооруженных Сил СССР был зачислен игроком сначала юношеской команды, а позже — команды мастеров ЦСКА.
Игрок «Торпедо» (1979, Кубок СССР, 3 матча, 1 передача), ЦСКА (Москва, 1980—1990) и «Фрибур-Готтерона» (Швейцария, 1990—1999). В чемпионатах СССР провёл 417 матчей, набрал 344 очка (197 шайб + 147 передач).
Трёхкратный олимпийский чемпион (1984, 1988, 1992), 7-кратный чемпион мира (1981, 1982, 1983, 1986, 1989, 1990, 1993), 7-кратный чемпион Европы (1981, 1982, 1983, 1985, 1986, 1987, 1989), обладатель Кубка Канады (1981), 9-кратный чемпион СССР (1981—1989).
По окончании карьеры начал работать тренером, возглавлял ряд швейцарских команд. Имеет гражданство Швейцарии.
В апреле 2007 года вернулся в Россию, где возглавил ХК МВД. С 5 мая по 29 декабря 2008 — главный тренер ХК «Сибирь». С 16 октября 2009 года по 24 марта 2010 — главный тренер московского «Динамо».
24 июня 2010 года был назначен главным тренером астанинского «Барыса» и мужской сборной Казахстана. После неудовлетворительного старта команды в чемпионате КХЛ и серии проигрышей на домашней арене от ХК «Югра» и ХК «Амур» с общим счётом 0:11, 25 октября 2011 года попечительский совет ХК «Барыс» принял решение о расторжении контракта.

## Награды
- Медаль «За трудовое отличие» (1981)
- Медаль «За трудовую доблесть» (1984)
- Орден «Знак Почёта» (1988)
- Орден Почёта (26 декабря 2011) - за большой вклад в развитие физической культуры и многолетнюю добросовестную работу[5]
- Член Зала славы ИИХФ (2014).